# Katthammarsvik
Katthammarsvik is een plaats in de gemeente, landschap en eiland Gotland en de provincie Gotlands län in Zweden. De plaats heeft 176 inwoners (2005) en een oppervlakte van 70 hectare.